# Осогово (квартал на Кюстендил)
Вижте пояснителната страница за други значения на Осогово.
„Осогово“ е квартал в град Кюстендил.

## Разположение и граници
Квартал „Осогово“ се намира в западната част на Кюстендил, южно от река Банщица. Разположен е между бул. „Сливница“, бул. „Цар Освободител“, ул. „Александър Стамболийски“ и ул. „Шейново“. Устройственият план на квартала е одобрен със Заповед № 1640/1987 г.

## Исторически, културни и природни забележителности
- Възрожденска църква „Свети Мина“. Намира се в западната част на града. Изградена е през 1859 г. като манастирска църква. Представлява трикорабна псевдобазилика без притвор. Портик от юг води към малък подземен параклис с аязмо – света вода.
- Църква „Свети Великомъченик Мина“. Построена е през 1934 г. в съседство със старата възрожденска църква „Свети Мина“ по проект на арх. Антон Торньов. Една от най-внушителните и представителни църкви в цяла България. Църквата е действащ храм.

## Обществени институции и инфраструктура
В квартала преобладава многоетажното тухлено жилищно строителство на еднофамилни и многофамилни сгради. В квартала се намират 1-во ОУ „Св. св. Кирил и Методий“, детска градина, сградата на Областна дирекция на полицията, както и множество заведения и търговски обекти.